# Eleine
Eleine est un groupe suédois de metal symphonique.

## Histoire
En avril 2014, Eleine sort son premier single et clip Gathering Storm après avoir recruté David Eriksson à la batterie, Sebastian Berglund aux claviers et Andreas Mårtensson à la basse en 2013. En mars 2015, ils sortent leur deuxième single Land Beyond Sanity, et en avril, ils sortent leur premier album éponyme. Liljestam décrit le thème de l'album comme « plus souvent qu'autrement, le mal s'attarde dans la promesse du bien » et qu' « Il y a toujours quelqu'un qui assure le succès et l'utopie quand le but est égocentrique »,. Une voix réconfortante qui siffle des mots tendres, où le but est de vous faire fermer les yeux sur ce qui se passe.
En 2016, le groupe quitte Cardiac Records, et en juin, sort le single Break Take Live. Ils tournent avec Moonspell et The Foreshadowing,.
En janvier 2022, Eleine signe avec le label Atomic Fire Records. Le 14 octobre 2022, ils sortent Acoustic in Hell, un EP avec des interprétations acoustiques de huit de leurs titres. Ils font la première partie de Sonata Arctica lors de leur tournée Acoustic Adventures Tour,.
Le 12 janvier 2023, le groupe annonce Filip Stålberg comme nouveau bassiste. En avril, ils annoncent la sortie de leur quatrième album We Shall Remain pour le 14 juillet. En octobre de la même année, alors qu'ils entament leur tournée I Am on Tour, le guitariste Victor Jonasson est annoncé comme membre permanent du groupe.

## Discographie

### Albums studio
- 2015 : Eleine (Cardiac/Universal)
- 2018 : Until the End (Algoth)
- 2020 : Dancing in Hell (Black Lodge)
- 2023 : We Shall Remain (Atomic Fire)

### EP
- 2019 : All Shall Burn (Black Lodge)
- 2022 : Acoustic in Hell (Atomic Fire)